# 幕臣
幕臣（日语：／）是指直接效忠于日本江户幕府之长——征夷大将军的武士。
一般而言，在江户时代，幕臣是指德川家臣中领有少于一万石俸禄的旗本和御家人。  
这些旗本和御家人，即便被授予领地，也并不下赴领地，而是常年居住在江户（有些担任交代寄合职务者与大名一样进行参勤交代），准备履行自身知行高所规定的军役，作为将军家的常备直辖军力。同时，他们还担任江户幕府的各种职务（如军事职务的番方或行政职务的役方），以幕府的军人和官僚身份效忠。  
在幕藩体制下，幕臣属于世袭的武士阶层，享有特权。然而，从江户时代中期起，幕臣逐渐陷入经济困境，尤其是下层的御家人中，开始出现通过买卖御家人身份的现象，导致身份的流动。